# Liberaal nationalisme
Liberaal nationalisme is een vorm van burgerlijk nationalisme dat recentelijk is verdedigd door politieke filosofen die geloven dat er een niet-xenofobe vorm van nationalisme kan bestaan die in overeenstemming is met liberale waarden zoals vrijheid, tolerantie, gelijkheid en individuele rechten. Onder andere Ernest Renan, de auteur van "Qu'est-ce qu'une nation?", en John Stuart Mill worden vaak gezien als vroege voorstanders van liberaal nationalisme. Zij betogen vaak dat de waarde van nationale identiteit belangrijk is, omdat individuen deze nodig hebben om een betekenisvol en autonoom leven te leiden. Daarnaast stellen zij dat liberaal-democratische besturen een nationale identiteit nodig hebben om goed te kunnen functioneren.